# Модисе, Теко
Те́ко Моди́се (зулу Teko Modise; 22 декабря 1982, Мидоулэндс, Гаутенг) — южноафриканский футболист, полузащитник. Выступал в сборной ЮАР.

## Биография
За сборную ЮАР Модисе впервые сыграл на Кубке КОСАФА 2007. Первое появление на поле состоялось 26 мая 2007 года против сборной Малави, а первый гол забил на следующий день в матче против сборной Маврикия.
По состоянию на 27 мая 2010 года Модисе сыграл за сборную 51 матч, забив 10 голов.

## Забитые голы
| №  | Дата       | Место              | Соперник  | Счёт | Итог | Соревнование             |
| -- | ---------- | ------------------ | --------- | ---- | ---- | ------------------------ |
| 1  | 27.05.2007 | Лобамба, Свазиленд | Маврикий  | 1:0  | 2:0  | Кубок КОСАФА             |
| 2  | 27.05.2007 | Лобамба, Свазиленд | Маврикий  | 2:0  | 2:0  | Кубок КОСАФА             |
| 3  | 29.09.2007 | Аттериджвилль, ЮАР | Ботсвана  | 1:0  | 1:0  | Кубок КОСАФА             |
| 4  | 20.11.2007 | Дурбан, ЮАР        | Канада    | 1:0  | 2:0  | Товарищеский матч        |
| 5  | 20.11.2007 | Дурбан, ЮАР        | Канада    | 2:0  | 2:0  | Товарищеский матч        |
| 6  | 19.08.2008 | Лондон, Англия     | Австралия | 2:2  | 2:2  | Товарищеский матч        |
| 7  | 19.11.2008 | Рюстенбург, ЮАР    | Камерун   | 1:0  | 3:2  | Nelson Mandela Challenge |
| 8  | 19.11.2008 | Рюстенбург, ЮАР    | Камерун   | 2:0  | 3:2  | Nelson Mandela Challenge |
| 9  | 27.01.2009 | Аттериджвилль, ЮАР | Замбия    | 1:0  | 1:0  | Товарищеский матч        |
| 10 | 27.05.2010 | Йоханнесбург, ЮАР  | Колумбия  | 1:0  | 2:1  | Товарищеский матч        |

## Достижения

### Клубные
- Чемпион ЮАР: 2013/14
- Telkom Charity Cup: 2008, 2009

### В сборной
- Кубок КОСАФА: 2007

### Индивидуальные
- Игрок года Первого дивизиона ЮАР: 2005/06
- Футболист года чемпионата ЮАР: 2008, 2009
- Игрок турнира на Кубке КОСАФА: 2007